# (2734) Hašek
(2734) Hašek – planetoida z pasa głównego asteroid okrążająca Słońce w ciągu 5 lat i 227 dni w średniej odległości 3,16 j.a. Została odkryta 1 kwietnia 1976 roku w Krymskim Obserwatorium Astrofizycznym w Naucznym na Półwyspie Krymskim przez Nikołaja Czernycha. Nazwa planetoidy pochodzi od Jaroslava Haška (1883-1923), czeskiego pisarza. Przed jej nadaniem planetoida nosiła oznaczenie tymczasowe (2734) 1976 GJ3.